# Анатолий (Соколов)
Анатолий (в миру Федот Андреевич Соколов; 7 (19) июня 1865, местечко Новый Быхов, Быховский уезд, Могилёвская губерния — 25 января 1942, Кострома) — обновленческий митрополит Костромской (1935—1937). Бывший епископ Енотаевский, викарий Астраханской епархии (1920—1922).

## Биография
В 1887 году окончил Могилёвскую духовную семинарию, после чего стал работать учителем.
В 1890 году назначен надзирателем за учениками Оршанского духовного училища. 24 ноября 1891 году рукоположен в сан священника и назначен к Успенской церкви местечка Новый Быхов Быховского уезда Могилёвской губернии. Одновременно стал законоучителем Ново-Быховской церковно-учительской школы.
В 1900 году уволен за штат в связи с поступлением в Санкт-Петербургскую духовную академию, которую окончил в 1904 году со степенью кандидата богословия.
1 июня 1904 года становится законоучителем Перновской мужской гимназии Лифляндской губернии. 24 ноября 1904 года становится законоучителем Рижской мужской гимназии. Овдовел.
12 августа 1914 года назначен смотрителем Торопецкого духовного училища с возведением в сан архимандрита по принятии монашества. Принял монашество. 24 мая 1915 года рукоположен во иеромонаха. 25 мая 1915 года возведён в сан архимандрита.
8 февраля 1917 года назначен ректором Виленской духовной семинарии, эвакуированной в Рязань.
4 октября (21 сентября ст. ст.) 1919 года в Казанском храме московского Рождественского женского монастыря Патриархом Тихоном хиротонисан во епископа Енотаевского, викария Астраханской епархии. В ноябре 1919 года прибыл в Астрахань. В связи с тем что в июне 1919 года архиепископ Астраханский Митрофан (Краснопольский) и епископ Енотаевский Леонтий (Вимпфен) были расстреляны, на Анатолия было возложено временное управление епархией.
С назначением в марте 1920 года на Астраханскую кафедру архиепископа Палладия (Соколова) Анатолий был перемещён на Енотаевское викариатство Астраханской епархии.
После смерти архиепископа Палладия в июне 1920 года вновь назначен временным управляющим епархией. Назначенный конце 1921 года архиепископ Астраханским Фаддей (Успенский) не смог прибыть в Астрахань из-за ареста, поэтому Анатолий продолжал управлять епархией.
В мае 1922 года началось следствие по делу о сопротивлении астраханского духовенства изъятию церковных ценностей. Находясь под следствием, проживал в Астраханском Иоанно-Предтеченском монастыре. Процесс закончился небольшими сроками условного наказания для части астраханского духовенства.
В июле 1922 года собрал в Иоанно-Предтеченском монастыре всё городское духовенство и уездных благочинных, зачитал им документ об организации в Москве Высшего церковного управления и сообщил, что это вполне законная и преемственная церковная власть. Духовенство, ничего не подозревая, подписалось под этим посланием. В августе, епископ Анатолий вновь собрал духовенство и огласил программу обновленческой «Живой Церкви». На этом собрании было оглашено послание митрополита Агафангела (Преображенского). Часть духовенства на следующий же день подали архиерею свои заявления, отвергающие законность ВЦУ. В создавшейся ситуации заявил, что вступил в группу «Живая Церковь» по тактическим соображениям, что обновленцам он вовсе не сочувствует, и когда изменятся обстоятельства, обязательно выйдет из её подчинения.
После обновленческого Собора в Москве в мае 1923 года, на котором Патриарх Тихон был «лишён сана», епископ Анатолий категорически потребовал от духовенства и мирян признать «собор» и созданный «Высший Церковный Совет». Возглавляемые Анатолием деятели раскола при активной поддержке местной власти заняли бо́льшую часть астраханских храмов.
18 января 1924 года возведён в сан архиепископа и назначен членом Всероссийского обновленческого Синода.
В июне 1924 года был участником Всероссийского предсоборного совещания. В октябре 1925 года был участником Третьегого Всероссийского Поместного Собора (второго обновленческого), на котором избран членом Всероссийского обновленческого Синода.
15 ноября 1926 года возведён в сан митрополита.
21 июня 1927 года был избран митрополитом Таврическим и Симферопольским, управляющим Крымской обновленческой митрополией и председателем обновленческого Крымского митрополитанского церковного управления. Утверждён в этих должностях. 4 августа 1927 года прибыл к новому месту службы. Кафедра располагалась в Александро-Невском соборе Симферополя.
28 июня 1928 года уволен на покой. Перешел в ведение Всеукраинского обновленческого Синода.
В сентябре 1928 года назначен временно управляющим Артёмовской епархией, председателем Артемовского епархиального управления. В январе 1929 года был утверждён митрополитом Артёмовским и Донецким, председателем обновленческого Артёмовского епархиального управления. Кафедра располагалась в Троицком соборе Артёмовска.
Одновременно с 1932 года по июнь 1935 года временно управлял Луганской епархией. В октябре 1935 года назначен митрополитом Луганским. В ноябре того же года переименован в митрополита Ворошиловградского.
В 1936 году назначен митрополитом Костромским и Галичским. Кафедра располагалась в Иоанно-Богословской церкви на Каткиной горе в Костроме. 9 сентября 1937 года уволен на покой.
Скончался 25 января 1942 года в Костроме в полном одиночестве, не принеся покаяния.